# Rödåsel
Rödåsel è un villaggio (Småort) del comune di Umeå, situato nella Contea di Västerbotten, Svezia.
Il villaggio conta 96 abitanti (2010) e ha una superficie totale di 19 ettari. Il villaggio si trova vicino alla confluenza del corso d'acqua Rodan nel fiume Vindelälven. Le città più vicine sono Tavelsjö (10 km), Vindeln (21 km), Vännäsvägen (26 km) e Umeå (38 km). La strada Länsväg 363 passa nei pressi del villaggio. Rödåsel appartiene, con i villaggi Blomdal, Rödåliden, Rodanas, Västra Överrödå, Älglund e Överrödå a una regione chiamata Rödåbygden.

## Etimologia
Il nome Rödåsel si compone di due parti: Roda e -sel. Roda (rosso) si riferisce alla ricca presenza di ocra rossa nella zona, che ha influenzato il colore del corso d'acqua locale Rodan. Un certo numero di villaggi del distretto hanno nome simile: Rödåbäck, Rödåliden, Rödålund, Rodanas e Överrödå. Sel è la parte del fiume dove si allarga 
e l'acqua scorre in silenzio, spesso il nome del pezzo fra due rapide. Il principio sel è usato in molti toponimi svedesi.

## Galleria d'immagini

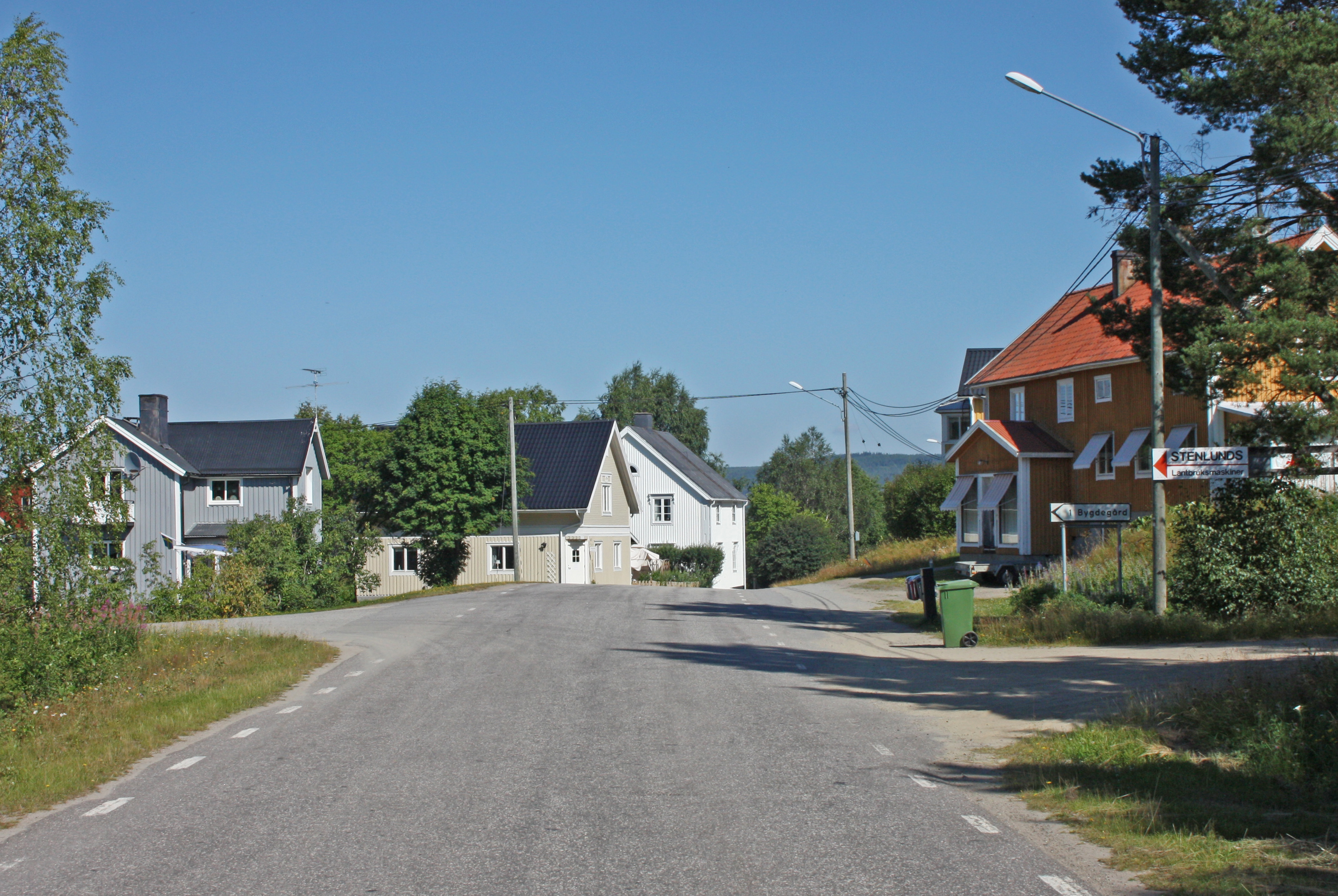
"Dalarna" a Rödåsel
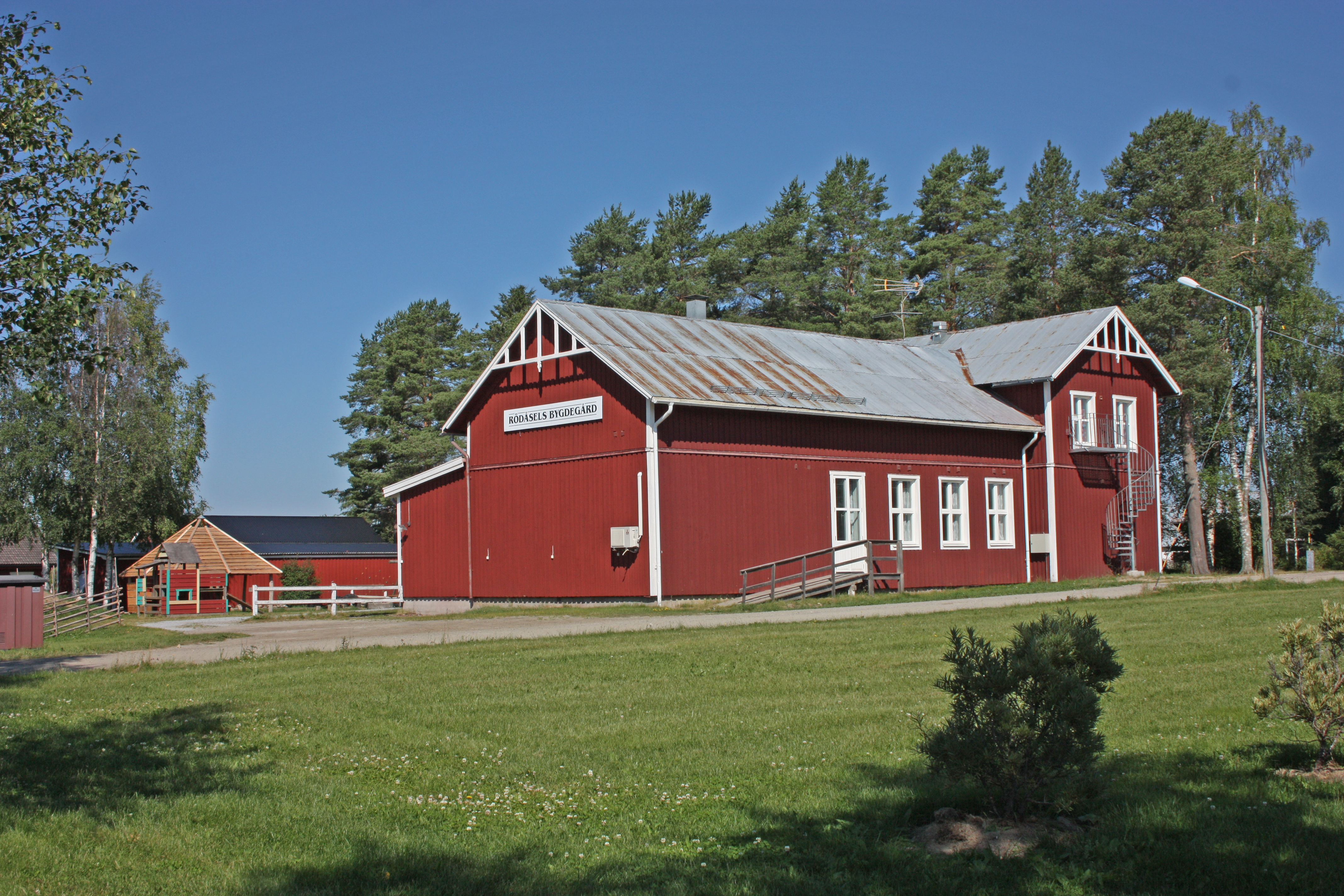
La vecchia scuola (e ora centro sociale)
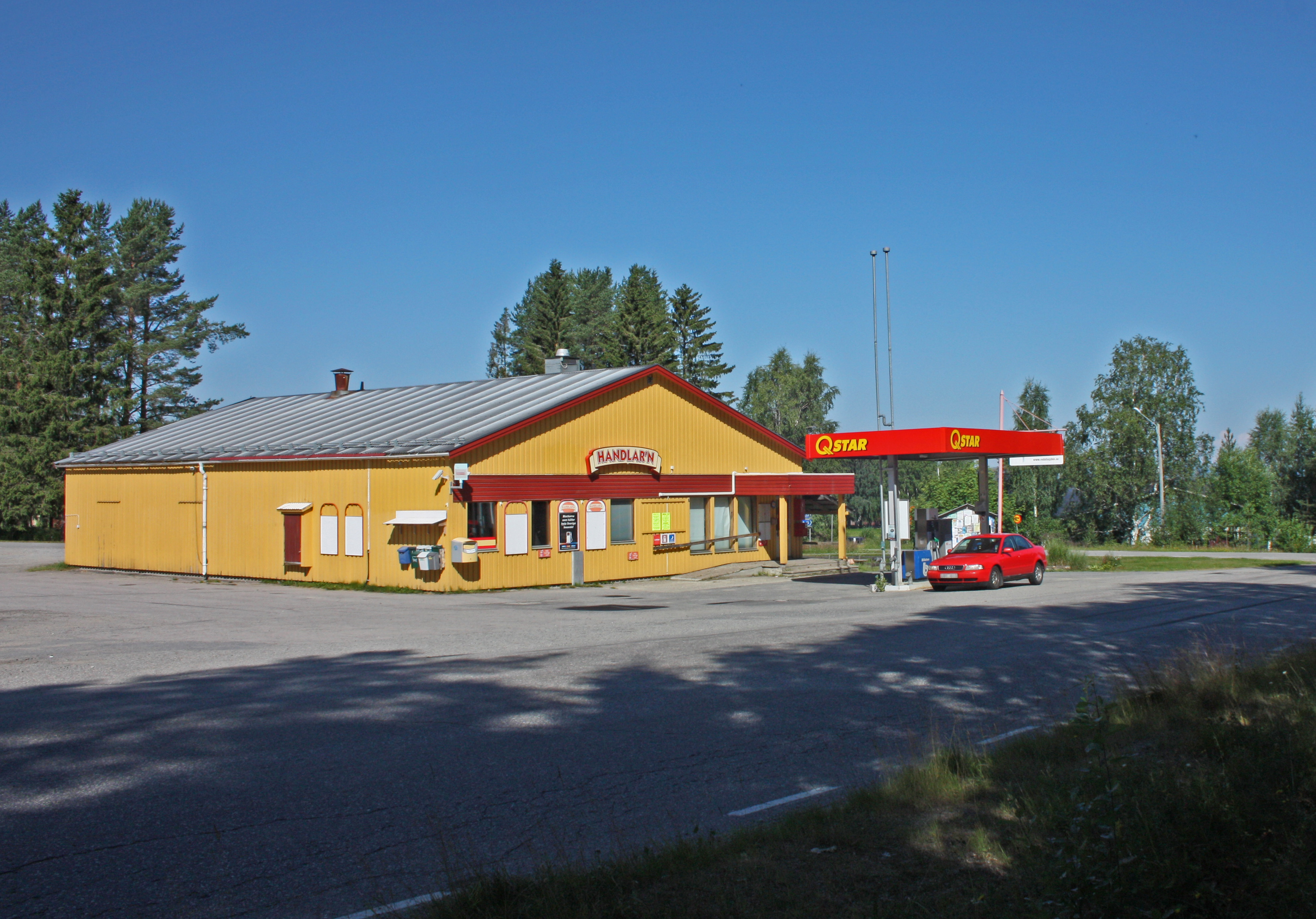
Il distributore di benzina